# 迪沃省
迪沃省（Divo Department），是科特迪瓦的省份，位於該國南部戈吉布阿區，由洛吉布瓦大區負責管轄，首府設於迪沃，成立於1969年，2014年該城鎮人口為380,220。